# Muchas Gracias: The Best of Kyuss
Muchas Gracias - Best Of Kyuss, amerikanska hårdrocksgruppen Kyuss femte album (samling), utgivet Musikåret 2000.

## Låtlista
1. "Un Sandpiper" (Homme/Garcia/Hernandez/Reeder) – 8:14
2. "Shine" (Reeder) – 5:58
3. "50 Million Year Trip (Downside Up)" (Bjork) – 5:48
4. "Mudfly" (Homme) – 2:26
5. "Demon Cleaner" (Homme) – 5:05
6. "A Day Early And A Dollar Extra" (Homme) – 2:16
7. "I'm Not" (Homme/Garcia) – 4:37
8. "Hurricane" (Homme/Garcia) – 2:32
9. "Flip The Phase" (Homme) – 2:18
10. "Fatso Forgotso" (Reeder) – 8:30
11. "El Rodeo" (Homme/Garcia) – 5:30
12. "Gardenia" (Live) (Bjork) – 6:45
13. "Thumb" (Live) (Bjork/Homme) – 4:41
14. "Conan Troutman" (Live) (Homme) – 2:14
15. "Freedom Run" (Live) (Homme/Bjork) – 8:10